# Љиљана Стојановић
Љиљана Стојановић (Љубљана, 1955) српска је ликовна уметница која је по завршетку Академије ликовних уметности у Београду ступила на ликовну сцену Југославије са специфичним стилом и начином ликовног изражавања кроз који је временом на поступан начин трансформисла мотиве сопственe ликовности. До сада је излагала не око педесетак самосталних изложби у земљи и иностранству. Добитник је бројних признања и награде. 

## Живот и каријера
Рођена је 1955. у Љубљани. Дипломирала је на Одсеку графике Факултета примењених уметности у Београду 1979. Постдипломске студије на Одсеку графике Факултета ликовних уметности завршила је 1982. у Београду.
Члан је УЛУС-а од 1980. а УЛУПУДС-а од 2011. у звању истакнутог уметника. Живи и своја ликовна дела ствара у Београду.

## Уметнички рад
Љиљана Стојановић је у свим графичким техникама којима се до сада бавила, приказала велико занатско умеће и извођачку креативност у постигнутој лирској поетичности, уз адекватну иконику и врхунски сензибилитет за графичку материју.
 

Према речима Љиљане Слијепчевић историчара уметности, изгледу њених графика често велики допринос даје избор графичких подлога – 
Отисак на ручно рађеном папиру који она, најчешће, сама израђује; његова густина, провидност, транспарентност колористичких честица од различитих материја које убацује у пулпу током процеса израде. То је саставни део њене умешности, радозналости и маштовитости при стварању разноврсних и разнобојних структура папира који постаје равноправан пластички елеменат у експресији графичке слике.

Кроз вишегодишњу трансформацију мотива уметница је данас прешла у област космологије, јер јој је то по речима Љиљане Слијепчевић.. 
...нудило безброј могућности пластичког ритмовања, игре… кроз коју...она непрестано ствара нове и нове варијанте сфероидног кретања, преламања, треперења, кружења, линеарног зрачења... Ту су примордијални универзални облици оптимистичке спирале и лавиринта као езотеричног појма ирационалности и хаоса
 Иако се Љиљанини мотиви често налазе и у делима многих других стваралаца, она у својим делима ипак успева да на другојачији и различитији начине интерпретира постигнути ниво пластичке и поетске експресије.

## Награде и признања
Љиљана Сојановић је за своје ликовно стваралаштво у периоду од 1982 до 2012. добила 20 награда за графику и цртеж, међу којима су најзначајнија: 
- 1983. — Награда за графику на 20. ликовним сусретима, Суботица
- 1990. — Златно перо Политикиног забавника на 33. Златном перу Београда
- 1996. — Награда за графику на 37. октобарском салону, Београд; ГК, Београд
- 1999. — Похвала на Међународној изложби ЕX LIBRIS-a 800 година Хиландара, Београд;
- 2000. — Златна игла на 80. Пролећној изложби УЛУС-а, Београд;
- 2002. — Мали Печат Галерије Графички колектив, Београд;
- 2009. — Прва награда за цртеж, Галерија 107, Земун;
- 2010. — Диплома на Трећем међународном бијеналу ЕX LIBRIS DUNAV Историјски архив, Панчево;
- 2011. — Плакета 43. мајске изложбе УЛУПУДС-а, Креативна кошница, МПУ, Београд;
- 2012. — Прва награда за акварел на 2. међународном бијеналу акварела, Галерија А, Београд

Радови јој се налазе у збиркама музеја: 
- Народни музеј, Београд;
- Музеј савремене уметности Београд;
- Музеј града Београда;
- Музеј савремене уметности Војводине, Нови Сад;
- Музеј графике, Бруник, Италија;
- Национални Музеј Јангон, Мјанмар:
- Галерија савремене ликовне уметности Ниш;
- Народни музеј, Краљево;
- Кабинет графике ЈАЗУ, Загреб;
- Народни музеј, Пожаревац;
- Савремена галерија, Зрењанин.

## Изложбе
До сад је самостално излагала педесетак пута у Београду, Крагујевцу, Чачку, Тивту, Улцињу, Пожаревцу, Инђији, Јангону и другим местима.